# Uranocen
Uranocenul este un compus organometalic cu uraniu, cu formula U(C8H8)2, ce face parte din categoria metalocenilor (compușilor „sandwich”). Este alcătuit din două molecule de ciclooctatetraenă deasupra unui atom de uraniu. Este unul dintre primii compuși organo-uranici sintetizați. Este un solid verzui, sensibil la acțiunea aerului, care se dizolvă în solvenți organici.

## Obținere
Uranocenul a fost sintetizat pentru prima dată în 1968. Într-o primă reacție se va obține un compus prin tratarea ciclooctatetraenei cu potasiu metalic la rece în prezență de THF, iar apoi acesta va reacționa cu tetraclorură de uraniu în THF la 0°C:

## Proprietăți

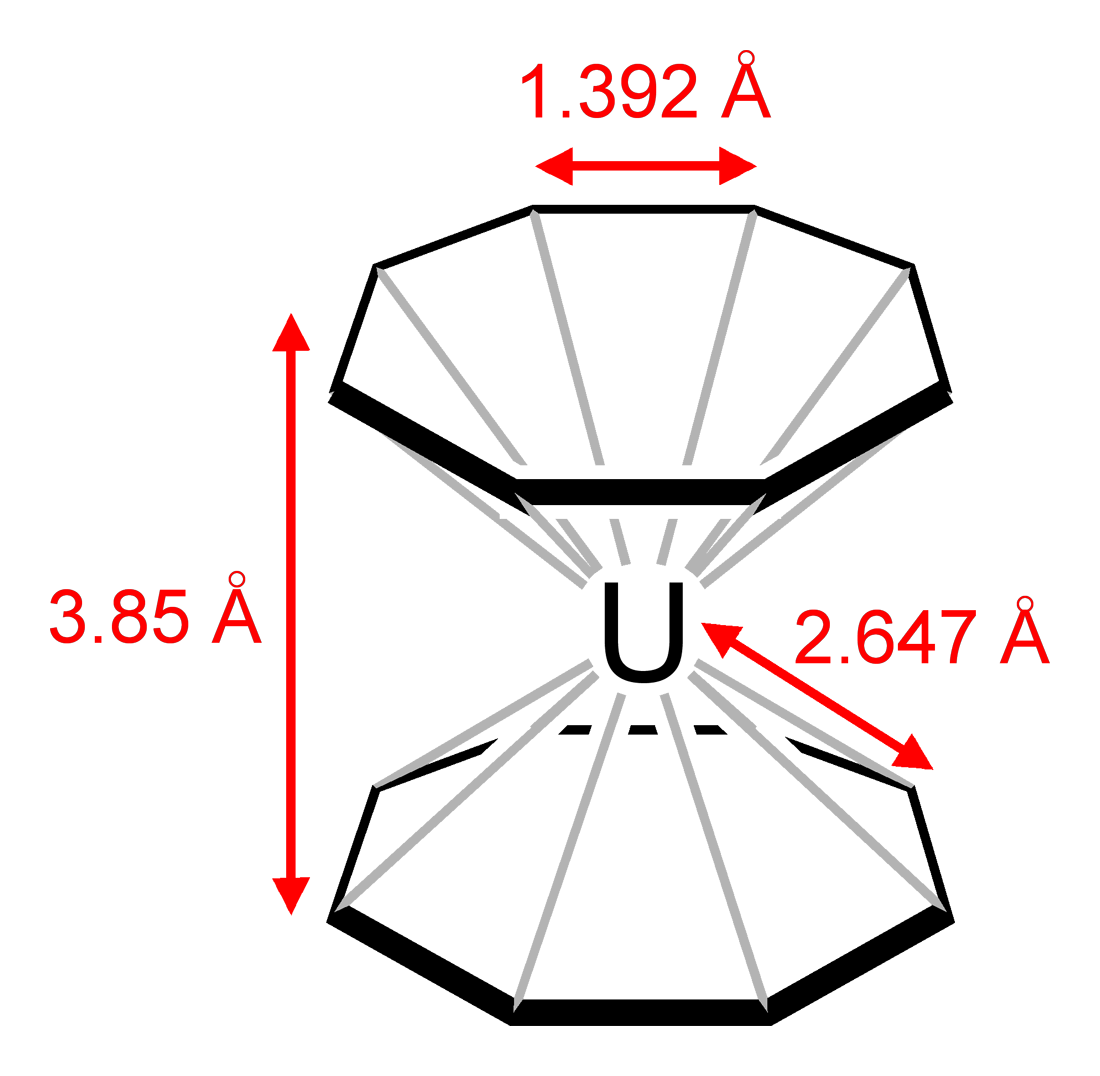
Lungimea legăturilor în molecula de uranocen